# Arteria gastroepiploica sinistra
L'arteria gastroepiploica sinistra è un'arteria che irrora parte dello stomaco e del grande omento. Origina dall'arteria lienale, uno dei tre rami in cui si divide il tronco celiaco,

## Anatomia
Dopo essere nata dalla porzione terminale laterale dell'arteria lienale, l'arteria gastroepiploica sinistra si porta in basso, in avanti e verso destra decorrendo attraverso il legamento gastrolienale per raggiungere la grande curvatura dello stomaco. Di qui l'arteria prosegue lungo la curvatura fino ad anastomizzarsi con l'arteria gastroepiploica destra e fornendo rami gastrici e rami epiploici. I primi irrorano la porzione superiore del corpo dello stomaco prospiciente alla grande curvatura; i secondi discendono tra le due pagine della borsa omentale.